# Risør
Risør je grad i središte istoimene općine u norveškoj županiji Aust-Agder. 

## Zemljopis
Grad se nalazi u južnoj Norveškoj na mjestu gdje se susreću fjordovi Søndeledfjord i Sandnesfjord i gdje je nesmetan put prema zaljevu Skagerrak.

## Stanovništvo
Prema podacima o broju stanovnika iz 2010. godine u gradu živi 6.894 stanovnika.

## Vanjske poveznice
- Službene stranice općine

### Ostali projekti
|  | Zajednički poslužitelj ima još gradiva o temi Risør |